# امرؤ القيس بن بحر الزهيري الكلبي
امرؤ القيس بن بحر الزهيري الكلبي شاعر جاهلي قديم، من شعراء كلب بن وبرة، ومن ولد زهير بن جناب الكلبي الشهير. كان من الشعراء والفرسان الأشداء، شهد حرب بكر وتميم يوم القاع، وقتل شملة بن أوس التميمي أحد فرسانهم، وفي هذا اليوم أسر بسطام بن قيس الشيباني أوس بن حجر الشاعر. والظاهر أن شعره قد عدت عليه العوادي ولم يحفظ منه الرواة إلا قوله في هذه الوقعة: